# Йоганнес Аустерман
Йоганнес Аустерман (нім. Johannes Austermann; 24 червня 1906, Кастроп — 12 серпня 1973, Вальтроп) — німецький офіцер, оберст-лейтенант вермахту. Кавалер Лицарського хреста Залізного хреста.

## Нагороди
- Медаль «У пам'ять 22 березня 1939 року» (26 січня 1940)
- Залізний хрест
  - 2-го класу (19 травня 1940)
  - 1-го класу (3 серпня 1941)
- Штурмовий піхотний знак (19 вересня 1941)
- Медаль «За зимову кампанію на Сході 1941/42» (27 липня 1942)
- Кримський щит (2 грудня 1942)
- Лицарський хрест Залізного хреста з дубовим листям
  - Хрест (10 лютого 1945) — як майор і командир 2-го батальйону 1146-го гренадерського полку 562-ї фольксгренадерської дивізії, парашутно-танкового корпусу «Герман Герінг» 4-ї армії групи армій «Північ».

Існує припущення, що 20 квітня 1945 року Аустерман отримав дубове листя до Лицарського хреста Залізного хреста (як оберст-лейтенант і командир 1146-го гренадерського полку 562-ї фолксгренадерської дивізії, парашутно-танкового корпусу «Герман Герінг» 4-ї армії групи армій «Північ»), проте жодних офіційних підтверджень цьому немає. Імовірно, Аустерман був представлений до нагороди, але не був нагороджений.